# Alejandro Blesa Pina
Alejandro "Álex" Blesa Pina (València, 15 de gener de 2002) és un futbolista valencià, que juga en la demarcació de migcampista.

## Trajectòria
Després de formar-se al planter del Llevant UE des dels deu anys, finalment en 2018 va pujar al segon equip. Després de dues temporades, finalment va ascendir al primer equip, debutant el 19 de juliol de 2020 en la jornada 38 de la Primera Divisió espanyola contra el Getafe CF, partit que va finalitzar amb un resultat de 1-0 a favor del combinat granota.